# Interpolació de la funció de base radial
La interpolació de la funció de base radial (RBF) és un mètode avançat en teoria de l'aproximació per construir interpolants precisos d'alt ordre de dades no estructurades, possiblement en espais d'alta dimensió. El interpolant pren la forma d'una suma ponderada de funcions de base radial. La interpolació RBF és un mètode lliure de malla, és a dir, els nodes (punts del domini) no necessiten estar en una quadrícula estructurada i no requereix la formació d'una malla. Sovint és espectralment precís i estable per a un gran nombre de nodes fins i tot en grans dimensions.
Molts mètodes d'interpolació es poden utilitzar com a base teòrica d'algorismes per aproximar operadors lineals, i la interpolació RBF no és una excepció. La interpolació RBF s'ha utilitzat per aproximar operadors diferencials, operadors integrals i operadors diferencials de superfície.

## Exemples
Deixar {\displaystyle f(x)=\exp(x\cos(3\pi x))} i deixar {\displaystyle x_{k}={\frac {k}{14}},k=0,1,\dots ,14} ser 15 punts igualment espaiats a l'interval {\displaystyle [0,1]}. Formarem {\displaystyle s(x)=\sum \limits _{k=0}^{14}w_{k}\varphi (\|x-x_{k}\|)} on {\displaystyle \varphi } és una funció de base radial i tria {\displaystyle w_{k},k=0,1,\dots ,14} de tal manera que {\displaystyle s(x_{k})=f(x_{k}),k=0,1,\dots ,14} ({\displaystyle s} interpola {\displaystyle f} als punts escollits). En notació matricial això es pot escriure com{\displaystyle {\begin{bmatrix}\varphi (\|x_{0}-x_{0}\|)&\varphi (\|x_{1}-x_{0}\|)&\dots &\varphi (\|x_{14}-x_{0}\|)\\\varphi (\|x_{0}-x_{1}\|)&\varphi (\|x_{1}-x_{1}\|)&\dots &\varphi (\|x_{14}-x_{1}\|)\\\vdots &\vdots &\ddots &\vdots \\\varphi (\|x_{0}-x_{14}\|)&\varphi (\|x_{1}-x_{14}\|)&\dots &\varphi (\|x_{14}-x_{14}\|)\\\end{bmatrix}}{\begin{bmatrix}w_{0}\\w_{1}\\\vdots \\w_{14}\end{bmatrix}}={\begin{bmatrix}f(x_{0})\\f(x_{1})\\\vdots \\f(x_{14})\end{bmatrix}}.}Triant {\displaystyle \varphi (r)=\exp(-(\varepsilon r)^{2})}, el gaussià, amb un paràmetre de forma de {\displaystyle \varepsilon =3}, llavors podem resoldre l'equació matricial dels pesos i representar el interpolant. Traçant la funció d'interpolació a continuació, veiem que és visualment igual a tot arreu excepte prop del límit esquerre (un exemple del fenomen de Runge), on encara és una aproximació molt propera. Més precisament, l'error màxim és aproximadament {\displaystyle \|f-s\|_{\infty }\approx 0.0267414} a les {\displaystyle x=0.0220012}.

## Motivació
El teorema de Mairhuber-Curtis ho diu per a qualsevol conjunt obert {\displaystyle V} en {\displaystyle \mathbb {R} ^{n}} amb {\displaystyle n\geq 2}, i {\displaystyle f_{1},f_{2},\dots ,f_{n}} funcions linealment independents sobre {\displaystyle V}, existeix un conjunt de {\displaystyle n} punts del domini de manera que la matriu d'interpolació{\displaystyle {\begin{bmatrix}f_{1}(x_{1})&f_{2}(x_{1})&\dots &f_{n}(x_{1})\\f_{1}(x_{2})&f_{2}(x_{2})&\dots &f_{n}(x_{2})\\\vdots &\vdots &\ddots &\vdots \\f_{1}(x_{n})&f_{2}(x_{n})&\dots &f_{n}(x_{n})\end{bmatrix}}}és singular.
Això vol dir que si es vol tenir un algorisme d'interpolació general, s'ha de triar les funcions de base per dependre dels punts d'interpolació. El 1971, Rolland Hardy va desenvolupar un mètode d'interpolació de dades disperses mitjançant interpolants de la forma {\displaystyle s(\mathbf {x} )=\sum \limits _{k=1}^{N}{\sqrt {\|\mathbf {x} -\mathbf {x} _{k}\|^{2}+C}}}. Es tracta d'una interpolació utilitzant una base de funcions multiquadrics desplaçades, ara s'escriu més habitualment com a {\displaystyle \varphi (r)={\sqrt {1+(\varepsilon r)^{2}}}}, i és la primera instància d'interpolació de funcions de base radial. S'ha demostrat que la matriu d'interpolació resultant sempre serà no singular. Això no viola el teorema de Mairhuber-Curtis, ja que les funcions base depenen dels punts d'interpolació. Escollir un nucli radial de manera que la matriu d'interpolació no sigui singular és exactament la definició d'una funció definida estrictament positiva. Aquestes funcions, incloent la gaussiana, la quadràtica inversa i la multiquadrica inversa s'utilitzen sovint com a funcions de base radial per aquest motiu.